# Phelan Burgoyne

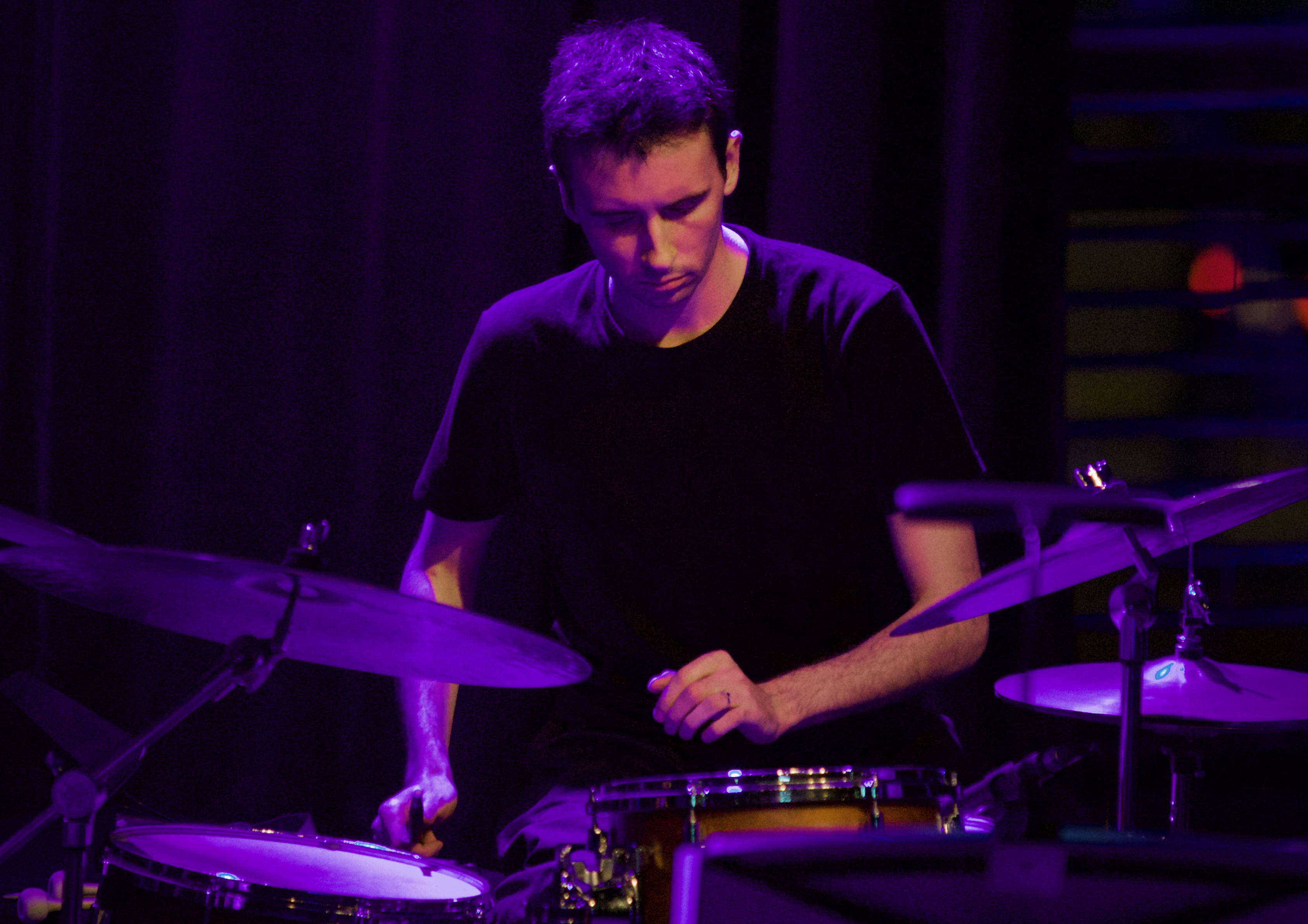
Phelan Burgoyne (2021)

Phelan Burgoyne (* 1994) ist ein britischer Jazzmusiker (Schlagzeug, Komposition).

## Leben und Wirken
Phelan Burgoyne wurde in eine Künstlerfamilie hineingeboren und wuchs mit Rock, Jazz und klassischer Percussion in Suffolk an der Ostküste Englands auf. Mit 16 Jahren zog er nach London, wo er mit einem Vollstipendium an der Purcell-Schule für junge Musiker aufgenommen wurde. Er studierte schließlich bei Martin France an der Royal Academy of Music in London und bei Jeff Ballard und Jorge Rossy am Jazz-Campus Basel.
Entstanden im Trio mit Rob Luft und Martin Speake, legte er 2017 das Debütalbum Unquiet Quiet vor. Im Duo mit dem Pianisten Emanuele Maniscalco veröffentlichte er 2018 das Album Divertimento. Mit Chris Wiesendanger und Xaver Rüegg bildete er das Trio First Rain; das gleichnamige Album erschien 2020. Des Weiteren gehörte er der Formation Rebop an (Introducing, 2018, mit Jorge Rossy, Linus Eppinger, Sam Braysher, Tilman Oberbeck). Er ist in zahlreichen Veranstaltungsorten Europas mit Künstlern wie Kenny Wheeler, Dave Holland, Jorge Rossy und Bill McHenry aufgetreten. 2021 kuratierte und produzierte Burgoyne Yazgol, mit bisher unveröffentlichten Kompositionen von Paul Motian mit den  Gastmusikern Larry Grenadier, Tal Yahalom und Nicolas Masson. Im Bereich des Jazz war er laut Tom Lord zwischen 2017 und 2021 an acht Aufnahmesessions beteiligt, u. a. auch mit Yumi Ito und im François Lana Trio. Im Trio mit Kit Downes und Emanuele Maniscalco legte er 2023 das Album Fresco vor.
Burgoynes Musik erinnert John Fordham zufolge mit fragilen Beckenklängen, Stricknadel-Klängen und holzigen Trommelschlägen an Paul Motians Begegnungen mit Lee Konitz und dem Gitarristen Bill Frisell.

## Diskographische Hinweise
- Phelan Burgoyne Trio: Verdasio (2017), mit Martin Speake, Rob Luft
- Matthew Forbes / Phelan Burgoyne / Martin Speake: Duos for Trio: The Music of Bela Bartok (2017)
- Emanuele Maniscalco, Anders A.C Christensen, Phelan Burgoyne: On Thursday (2020)
- The Grain (2021), mit James Kitchman, Jakub Cywinski und Zac Gvirtzman
- Klaus Bru & Phelan Burgoyne: The Greater Part of the Whole (2023)